# Kacper Ryx
Kacper Ryx – łotrzykowska powieść autorstwa Mariusza Wollnego, pierwsza z serii, w których głównym bohaterem jest Kacper Ryx, krakowski żak, zajmujący się rozwiązywaniem zagadek kryminalnych. Akcja dzieje się w XVI-wiecznym Krakowie.
Na łamach powieści występuje wiele postaci historycznych, m.in. Mikołaj Sęp Szarzyński, Jan Kochanowski, Jan Zamoyski, Jan Tomasz Drohojowski, Zygmunt II August, Mikołaj Rej, Łukasz Górnicki oraz Erazm Czeczotka. Dodatkowo, ważną dla rozwinięcia fabuły rolę pełni postać Pana Twardowskiego.
Powieść spotkała się z pozytywnym przyjęciem krytyki, co zaowocowało sequelami: Kacper Ryx i król przeklęty (2008), Kacper Ryx i tyran nienawistny (2010) oraz Kacper Ryx i król alchemików (2012), która zamyka czteroczęściowy cykl. Książka była czytana na antenie Radia Kraków
W 2011 roku wydano ją także w postaci audiobooka.

## Fabuła
Po prologu streszczającym mistyfikację wykonaną przed królem Zygmuntem Augustem, podczas której przedstawiono mu "zmartwychwstałą" Barbarę Radziwiłłówną, akcja przenosi się do Krakowa. W karczmie ciotki Balcerowej Kacper Ryx spotyka Kochanowskiego i Górnickiego. Z polecenia tego pierwszego zostaje zatrudniony do rozwiązania zagadki kradzieży królewskiej pieczęci z zamku królewskiego.
Krótkie śledztwo pozwala ustalić sprawcę, Bartosza z Lusiny. Jego pojmanie wymaga jednak wyjazdu poza Kraków. Kacprowi i towarzyszącemu mu Sępowi udaje się pojmać złodzieja, gubią się jednak na okolicznych bagnach.